# Antizionisme
Antizionisme is politieke oppositie tegen het zionisme. Antizionisme kan zowel afkomstig zijn van politiek links als politiek rechts, vanuit religieuze of seculiere, joodse of niet-joodse overtuiging. Onder de antizionisten bevinden zich zowel Joden als niet-Joden.
Sommige mensen zien een link tussen antizionisme en antisemitisme. Kritiek op de staat Israël of het zionisme zou volgens hen gepaard gaan met stereotypen of kritiek op het Joodse karakter van de staat en niet slechts het politieke element of kritiek op het beleid van Israël.

## Achtergrond
Het zionisme is een internationale politieke beweging die een exclusief Joods thuisland of Joodse staat voor het Joodse volk in Palestina voor ogen heeft. Zionisten beschouwen dit gebied als het Bijbelse Heilige of Beloofde Land, in Judea en Koninkrijk Israel dat zij Eretz Israël noemen. De meeste antizionisten verwerpen het idee van een exclusief Joodse staat ten koste van de Palestijnen, die zij zien als oorspronkelijke bewoners van dit gebied.

## Antizionisme versus antisemitisme
In een citaat uit een brief aan Simon Carmiggelt in 1972 schreef de schrijver Gerard Reve in zijn boek, "De Taal der Liefde". Het antisemitisme is weer erg in de mode dat heet nu heel zedig "anti-zionisme". Hiermee gaf Reve aan, dat het huidige antisemitisme in een verhullende vorm bezig was zich te openbaren.
Evelien Gans, bijzonder hoogleraar hedendaags jodendom aan de Universiteit van Amsterdam, schreef in 2003 een opinieartikel voor het Nederlands Instituut voor Oorlogsdocumentatie (geplaatst in Vrij Nederland) met de titel 'De Joodse almacht. Hedendaags antisemitisme'. Volgens haar is het onjuist om antisemitisme (afkeer van en vooroordelen tegen joden als joden) en antizionisme (de ontkenning van de legitimiteit van het bestaan van Israël als joodse staat) op één hoop te gooien. Vervuiling ontstaat wanneer men er ook kritiek op Israël aan verbindt. Volgens Gans was vóór de Tweede Wereldoorlog een antizionistische stellingname ook onder Joden de gewoonste zaak van de wereld, en is dit pas veranderd na de sjoa. Gans zegt "Antizionisme gaat pas over in jodenhaat wanneer het zich bedient van identieke mechanismen, in dit geval van stereotypering en demonisering van Israël als zogenaamde collective Jew". Ze voegt daaraan toe dat "Wanneer de joodse staat, impliciet of expliciet, wordt gebrandmerkt als de Duivel op Aarde, de moderne vermomming van de sluwe, machtige en rijke jood die over Oorlog en Vrede gaat, dan zijn alle joden (en niet-joden) ter wereld gerechtigd om de alarmklok die ‘antisemitisme’ heet, te luiden."
Robert Wistrich, hoogleraar Europese en Joodse geschiedenis aan de Hebreeuwse Universiteit van Jeruzalem schreef in 2004 in een verklaring voor de Mensenrechtencommissie van de Verenigde Naties dat antizionisme een gevaarlijke en effectieve vorm van antisemitisme was geworden. Hoewel kritiek op Israël niet altijd antisemitisch is, zo stelde hij, leunt deze, afgezien uit welke hoek ze komt, steeds meer op antisemitische stereotypen, aangewakkerd door ontwikkelingen in het Midden-Oosten. Zo stelde hij ook dat kritiek op Israël sinds 1948 steeds meer met kritiek op Joden gepaard gaat.
De Franse president Emmanuel Macron kondigde in februari 2019 aan dat Frankrijk de IHRA-werkdefinitie van antisemitisme zou aannemen en antizionisme voortaan te beschouwen als een vorm van haatmisdaad. Hij zei dat antizionisme een van de moderne vormen van antisemitisme is. De IHRA-definitie noemt evenwel niet specifiek antizionisme als een vorm van antisemitisme. In december van dat jaar werd door het parlement een niet-bindende resolutie aangenomen, waarin de regering werd opgeroepen de definitie te erkennen. Bijna 130 joodse academici hadden eerder het parlement opgeroepen de resolutie niet aan te nemen. Zij maakten er bezwaar tegen om Israël te reduceren tot een "collectief van joodse burgers" en daarbij Palestijnse burgers en joden met antizionistische meningen uit te wissen. Zij vonden het cynisch en ongevoelig om Palestijnen te stigmatiseren als antisemieten wegens hun afwijzing van zionisme.
In 2015 waarschuwde Eurocommissaris Frans Timmermans (politicus) in zijn functie als Eerste Vice-President van de Europese Commissie tegen het antisemitisme vermomd als antizionisme.

## Joods antizionisme

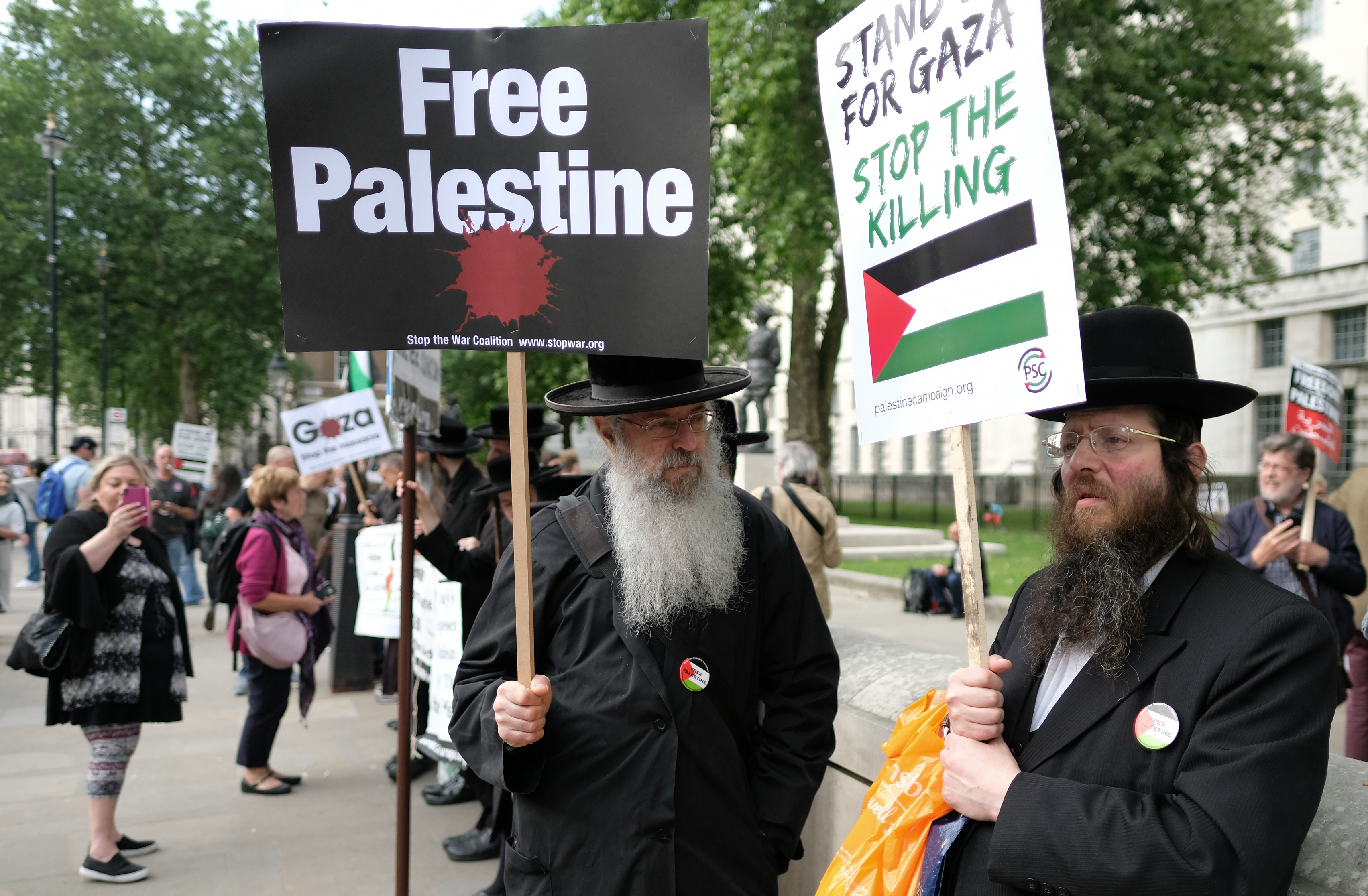
Antizionistische joden in Londen.

Al sinds het ontstaan ervan bestaat er binnen het orthodoxe jodendom sterke oppositie tegen zionisme. De houding binnen het orthodoxe jodendom kan ruwweg verdeeld worden in drie stromingen: het pro-zionistische modern-orthodoxe jodendom, het non-zionistische of anti-zionistische charedische ('ultraorthodoxe') jodendom en de liberaal-joodse non-zionistische of anti-zionistische stroming.
Het zionisme had tot doel het oprichten van een wereldlijk thuisland voor de joden. De meeste geestelijke leiders van de diverse orthodoxe stromingen zijn van mening dat alleen de Messias zo'n wereldlijk thuisland mag oprichten. Met name binnen het chassidisch jodendom – onderdeel van het charedisch jodendom – zijn er veel bewegingen die zich sterk tegen het zionisme verzetten, zoals Satmar, Dushinsky en Toldos Aharon.
De joods-Canadese historicus Yakov M. Rabkin, historicus aan de Universiteit van Montreal, heeft de geschiedenis van antizionistische joden uitgebreid gedocumenteerd. Belangrijke representanten van dit antizionistische jodendom waren onder vele anderen Yeshayahu Leibowitz en de rabbijnen Joel Teitelbaum en Elchonon Wasserman. Rabkin noemt dit joodse antizionisme een groot taboe, ook in de media. Hij maakt een scherp onderscheid tussen het nationalistische zionisme en de universele joodse religieuze traditie, waarop het zionisme zich als nationalistische politieke filosofie ten onrechte zou hebben geënt. Binnen de staat Israël zou weliswaar een feitelijke coalitie tussen zionisten en vrome joden groeien, maar een minderheid blijft zich principieel verzetten tegen de staat, omdat die het primaat en de vertegenwoordiging opeist voor heel het bestaande jodendom wereldwijd.
Liberaal-joodse en reform-joodse denkers die antizionistische standpunten innamen waren o.a. Judah Leon Magnes en Elmer Berger. Liberale representanten zijn vandaag o.a. Marc Ellis, Norman Finkelstein en Mark Braverman.